# Vatikánvárosi vasútállomás
Vatikánvárosi vasútállomás (Stazione di Città del Vaticano) a Vatikán egyetlen, fejállomás típusú vasútállomása.

## Története
A Vatikán vasúti közlekedése részét képező állomást a Lateráni egyezmény hatodik cikkelye alapján kezdték el építeni XI. Piusz pápa uralkodása idején. Az állomást Giuseppe Momo tervezte. Az állomás számára a városállam falain belül nem volt elegendő a hely, ezért a vasútvonal kezdőpontja felőli része a még a falon kívül található, a vége pedig csonka alagútban található, ami az állomásépület végén található rakodóvágányokra való visszatolatáshoz szükséges.

## Kapcsolódó állomások
A vasútállomáshoz az alábbi állomások vannak a legközelebb:
- Stazione di Roma San Pietro